# Озерец, Александр Владимирович
Александр Владимирович Озерец (бел. Аляксандр Уладзіміравіч Азярэц, род. 9 мая 1953, Горбацевичи, Могилёвская область) — белорусский государственный деятель; министр энергетики Республики Беларусь (2006—2013 годы).

## Биография
В 1976 году окончил Белорусский политехнический институт по специальности «Тепловые электрические станции». В 1976—1987 гг. работал на Витебской ТЭЦ: инженер производственно-технического отдела, начальник смены котлотурбинного отдела, старший инженер — руководитель лаборатории металлов, заместитель начальника котлотурбинного цеха.
С 1987 года — начальник службы теплотехнического оборудования районного энергетического управления. С 1989 г. — заместитель главного инженера по теплотехнической части ПО «Витебскэнерго», с 1996 г. — заместитель генерального директора, с апреля 2000 г. — генеральный директор республиканского унитарного предприятия «Витебскэнерго». В 1993 г. окончил Академию управления при Совете Министров Республики Беларусь по специальности «Экономика и управление производством».
С мая 2006 года возглавляет Министерство энергетики Белоруссии. Является заместителем председателя Совета директоров ОАО «Белгазпромбанк».
Курирует работу оршанского мини-футбольного клуба «Витебскэнерго». С марта 2009 по октябрь 2012 г. был председателем Белорусской федерации дзюдо
Указом президента Беларуси 18 апреля 2013 года Александр Озерецосвобожден от занимаемой должности  .